# Automatic Voice Network

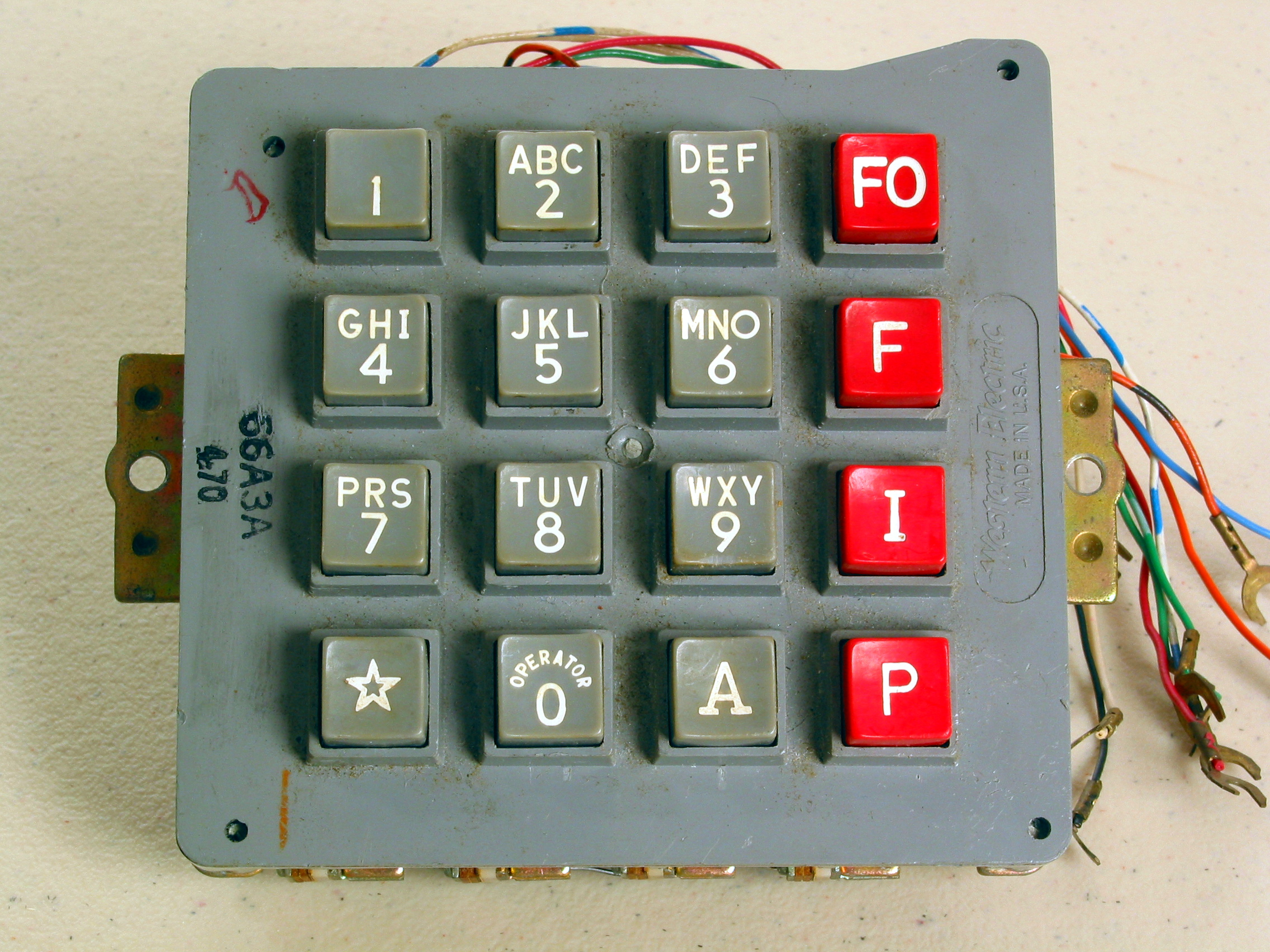
Eine AUTOVON-Telefontastatur mit den vier Bevorrechtigungs-Stufen

Das Automatic Voice Network (AUTOVON) war ein weltweites militärisches Telefonnetz der USA. Der Aufbau des Systems startete im Jahr 1963 auf Basis des existierenden Switch Communications Automated Network (SCAN) der US-Army. Im Juni 1966 wurde das Air Defense Command-Telefonnetz in das neue System überführt. 1969 wurden AUTOVON-Vermittlungsstellen im Vereinigten Königreich und später anderen europäischen Staaten, in Asien, dem mittleren Osten und Panama eröffnet. Es war ein Hauptbestandteil des Defense Communications System (DCS) und für die Bereitstellung von nicht-gesicherten automatisch vermittelten Sprachdiensten zuständig. Das System wurde in den frühen 1990er Jahren durch das Defense Switched Network ersetzt.

## Leitungen
AUTOVON nutzte eine Kombination aus exklusiv verlegten Leitungen und solchen, welche bei AT&T und kleinen, unabhängigen Telefongesellschaften angemietet wurden. Die Leitungen waren an Vermittlungsstellen angeschlossen, welche abseits von anderen zivilen oder militärischen Zielen gebaut wurden. In den USA wurden hierfür hauptsächlich L-carrier Coaxialkabel-Multiplexer verwendet, welche durch AT&T gebaut wurden. AT&T verwendete Überkapazitäten auch, um zivile Weitverkehrsverbindungen abzuwickeln. Auch wenn sie heute ungenutzt sind, existieren einige der Kabel heute noch und ihre Routen sind auf Satellitenfotos zu erkennen. Die Inhalte des Netzes wurden – neben Erdkabeln – auch über andere Medien übertragen, inklusive Mikrowellen-Links, Freileitungen und – kurz vor Ablösung des Systems – Glasfaserkabeln. Im Gegensatz zu Geschichten über betonierte Kanäle wurden die Kabel in Wirklichkeit meist direkt in der Erde verlegt und waren nur durch eine Ölschicht geschützt.
Die meisten Repeater-Gebäude wurden an private Investoren verkauft, um damit bestehende Kapazitäten zu verstärken oder sie in Telekommunikationsräume umzubauen etc. AT&T ließ unterirdische Teile vor dem Kauf auffüllen, es sei denn, sie verkauften an ein großes Unternehmen. Mit ein paar Ausnahmen wurden auch die Knotenpunkte des AUTOVON-Netzwerkes verkauft. Meist war hierbei die Technik komplett ausgebaut, auch wenn der Knotenpunkt in Mounds, Oklahoma mit dem gesamten Equipment verkauft wurde.
Als Vermittlungsstellen wurde am Anfang eine 4-Ader-Version des 5XB switch verwendet, welcher in den frühen 1970ern durch den vielseitigeren 1ESS switch ersetzt wurde, nachdem dieser seine Zuverlässigkeit beweisen konnte.

## Multilevel presedence and preemption
Das AUTOVON-System stellte eine Funktion zum Unterbrechen und Erzwingen von Gesprächen bereit, welche sich multilevel precedence and preemption (MLPP) nannte. Im öffentlichen Telefonnetz konnte es passieren, dass eine Leitung zwischen Anrufer und angerufenem nicht zur Verfügung stand und daher das Gespräch nicht hergestellt wurde. Der Anrufer bekam dann eine spezielle Form des Besetztzeichens („reorder tone“). In einem militärischen Telefonnetz war ein solches Verhalten nicht akzeptabel, da manche Telefonate keinen Aufschub duldeten.
Daher bekam AUTOVON vier Bevorrechtigungs-Stufen: Routine, Priority, Immediate und Flash, außerdem gab es eine übergeordnete Stufe mit der Bezeichnung Flash Override. Diese Stufen wurden durch Tasten in einer zusätzlichen Spalte auf dem Nummernschalter aktiviert, durch welche die DTMF Signale A, B, C und D erzeugt wurden:
- A (679 und 1633 Hz): Flash Override (FO)
- B (770 und 1633 Hz): Flash (F)
- C (852 und 1633 Hz): Immediate (I)
- D (941 und 1633 Hz): Priority (P)

Routine war die Stufe ohne Priorität und benötigte kein spezielles Signal – der Benutzer musste einfach nur die Telefonnummer wählen. Für Anrufe mit Priorität musste vor der Telefonnummer die genannte Prioritätsstufe gewählt werden. Gespräche mit einer höheren Priorität konnten niedere Gespräche unterbrechen, wenn es nötig war. Falls beispielsweise ein Gespräch mit der Vorrangstufe Flash aufgebaut wurde und auf der Route war in einem Leitungsbündel keine freie Leitung mehr vorhanden, beendete die Vermittlungsstelle ein Telefonat mit der Vorrangstufe Routine oder – falls kein solches aktiv war – einen Anruf mit der Stufe Priority oder Immediate. Nur wenn alle Leitungen bereits mit Flash oder Flash Override-Anrufen belegt waren, hörte der Anrufer ein Besetztzeichen.
Wer welche Vorrang-Stufen verwenden durfte, war Gegenstand eines komplexen Regelwerks. Flash Override war nicht als Bevorrechtigungsstufe entworfen, sondern sollte dem US-Präsident oder anderen Mitgliedern der National Command Authority die Möglichkeit geben, im Notfall jedweden anderen Telefonverkehr zu unterbrechen.
Die Internationale Fernmeldeunion akzeptierte die MLPP-Spezifikation als Empfehlung Q.955.3 im März 1993.

## Nummerierungsplan
AUTOVON nutzte einen Nummerierungsplan, welcher dem Nordamerikanischen Nummerierungsplan ähnlich war. Das Telefonnetz hatte seine eigenen dreistelligen Gebietsnummern (Area Codes) für diverse geografische Regionen weltweit. Jedes Gebiet war unterteilt in diverse dreistellige „exchange codes“, welche in der Regel einer Vermittlungsstelle in einer Militäreinrichtung zugeordnet waren. Dadurch konnte fast jede Militäreinrichtung direkt via AUTOVON angerufen werden. Eine ausgewählte Anzahl an Telefonen waren Vierdraht-Telefone, welche direkt Gespräche ins AUTOVON-Netz aufbauen konnten. Andere konnten AUTOVON-Gespräche mit Hilfe einer Vermittlungsperson aufbauen.
Obwohl der Nummerierungsplan ähnlich dem zivilen Plan war, war die Routing-Struktur – im Gegensatz zu der hierarchischen zivilen Variante – ein sehr komplexes, stark vermaschtes System. Es war am Limit der 5XB-Vermittlungsstellen, auf welchen es implementiert war. Die nicht-hierarchische Routing-Struktur war nötig, um noch jedes Ziel erreichen zu können, wenn eine größere Zahl von Vermittlungsstellen während eines Krieges zerstört war. Dieses System inspirierte ähnlich überlebensfähige Systeme für den Nachrichtenaustausch inklusive des späteren Internets.
Lokale Vermittlungsstellen waren über ein paar Vermittlungsleitungen an das AUTOVON-System angeschlossen, welche man durch Wahl der Nummer 8 (oder in einigen Fällen 88) erreichen konnte. Um lokal zu telefonieren, musste die 9 gewählt werden. Für kommerzielle Weitverkehrsverbindungen – sofern unterstützt – musste die 1 vorgewählt werden. Das Verteidigungsministerium der Vereinigten Staaten (DoD) rechnete Verbindungen zum AUTOVON-System über ein kompliziertes Verrechnungssystem ab, und jede Einrichtung rechnete nach lokalen Richtlinien ab.